# Фридрих Вилхелм Ремберт фон Берг
Фридрих Вилхелм Ремберт фон Берг (на немски: Friedrich Wilhelm Rembert von Berg; на руски: Фёдор Фёдорович фон Берг) е руски офицер (генерал-фелдмаршал), географ и политик.

## Биография
Фридрих Вилхелм Ремберт фон Берг е роден на 15 май 1794 година в семейното имение при Лосикюла, Лифландска губерния, в благородническо семейство на балтийски немци. Постъпва в Дорпатския университет, но през 1812 година се записва като доброволец в армията, участва в Наполеоновите войни. След края им е на дипломатическа служба, извършва военно-географски проучвания в Средна Азия и Османската империя, участва в Руско-турската война от 1828 – 1829 година, когато ръководи топографски заснемания в България, а след това в потушаването на Полското въстание.
През 1843 година Фон Берг оглавява Корпуса на военните топографи и в продължение на 20 години е генерал-квартирмайстор на Главния щаб на руската армия. От 1854 до 1861 година е генерал-губернатор на Финландия и ръководи отбраната на финландското крайбрежие по време на Кримската война. През 1863 година е назначен за наместник на Конгресна Полша, като остава на този пост до смъртта си.
Фридрих Вилхелм Ремберт фон Берг умира на 18 януари (6 януари стар стил) 1874 година в Санкт Петербург.